# Be There
BE THERE – czwarty singel japońskiego zespołu B’z, wydany 25 maja 1990 roku. Osiągnął 3 pozycję w rankingu Oricon i pozostał na liście przez 49 tygodni, sprzedał się w nakładzie 348 270 egzemplarzy. Singel zdobył status platynowej płyty. Został wydany ponownie 26 marca 2003 roku.
Utwór tytułowy został wykorzystany w zakończeniach programu Wednesday Special (jap. 水曜スペシャル Suiyō Supesharu) stacji TV Asahi.

## Lista utworów
| Nr | Tytuł                                               | Czas |
| -- | --------------------------------------------------- | ---- |
| 1. | „BE THERE”                                          | 4:15 |
| 2. | „Hoshi furu yoru ni sawagō” (jap. 星降る夜に騒ごう) | 4:42 |

## Muzycy
- Tak Matsumoto: gitara, kompozycja i aranżacja utworów, chórek (#1)
- Kōshi Inaba: wokal, teksty utworów
- Masao Akashi: aranżacja
- B+U+M

## Notowania
| Lista                                  | Pozycja |
| -------------------------------------- | ------- |
| Oricon Weekly Singles Chart            | 3       |
| Oricon Monthly Singles Chart           | 10      |
| Oricon Yearly Singles Chart (rok 1990) | 60      |